# 진자시계
진자시계(pendulum clock)는 흔들리는 무게추인 진자를 시간 기록 요소로 사용하는 시계다. 시간 계측을 위한 진자의 장점은 조화 진동기라는 것이다. 진자는 길이에 따라 정확한 시간 간격으로 앞뒤로 흔들리며 같은 속도로 흔들림 없이 움직인다. 1656년 크리스티안 하위헌스에 의해 발명된 이래 1930년대까지, 진자 시계는 널리 사용되면서 세계에서 가장 정확한 시간 기록원이었다. 18세기와 19세기 내내 가정, 공장, 사무실, 철도역의 진자 시계는 일상 생활, 근무 교대, 대중 교통을 스케줄링하는 1차 시간 표준으로 작용했고, 더 큰 정확성은 산업혁명에 필요한 더 빠른 삶의 속도를 가능하게 했다. 가정용 진자 시계는 1930년대와 40년대에 더 싼 동기식 전기 시계에 의해 대체되었고, 현재는 장식적이고 고풍스러운 가치 때문에 대부분 골동품으로 유지되고 있다.
진자시계를 작동하기 위해서는 한 장소에 고정되어 있어야 한다. 어떤 움직임이나 가속도도 진자의 움직임에 영향을 미쳐 부정확함을 유발하므로 휴대용 시계에는 다른 메커니즘을 사용해야 한다.

## 같이 보기
- 진자
- 사이클로이드
- 괘종시계